# Ada ocanensis
Ada ocanensis là một loài thực vật có hoa trong họ Lan. Loài này được (Lindl.) N.H.Williams mô tả khoa học đầu tiên năm 1972.